# Diocesi di Jeonju
La diocesi di Jeonju (in latino Dioecesis Ieoniuensis) è una sede della Chiesa cattolica in Corea suffraganea dell'arcidiocesi di Gwangju. Nel 2023 contava 202.007 battezzati su 1.769.607 abitanti. È retta dal vescovo John Kim Son-Tae.

## Territorio
La diocesi comprende l'intera provincia di Nord Jeolla nella Corea del Sud.
Sede vescovile è la città di Jeonju, dove si trova la cattedrale del Sacro Cuore di Gesù.
Il territorio è suddiviso in 96 parrocchie.

## Storia
La prefettura apostolica di Zenshu fu eretta il 13 aprile 1937 con la bolla Quidquid ad Christi di papa Pio XI, ricavandone il territorio dal vicariato apostolico di Taiku (oggi arcidiocesi di Daegu).
Il 12 luglio 1950 la prefettura apostolica assunse il nome di prefettura apostolica di Jeonju.
Il 26 gennaio 1957 la prefettura apostolica fu elevata a vicariato apostolico con la bolla In apostolica praefectura di papa Pio XII.
Il 10 marzo 1962 il vicariato apostolico è stato elevato a diocesi con la bolla Fertile Evangelii semen di papa Giovanni XXIII.
Il 16 settembre 1983, con la lettera apostolica Clara veluti, papa Giovanni Paolo II ha confermato i Santi Martiri di Jeonju patroni principali della diocesi.

## Cronotassi dei vescovi
Si omettono i periodi di sede vacante non superiori ai 2 anni o non storicamente accertati.
- Stephen Kim Yang-hong † (13 aprile 1937 - 1941 dimesso)
- Paul Jae-yong Ju † (1941 - 1947 dimesso)
- Bartholomew Kim Kyon Pae † (13 giugno 1947 - 30 aprile 1960 deceduto)
- Peter Han Kong-ryel † (3 gennaio 1961 - 1971 nominato arcivescovo di Gwangju)
- Augustine Kim Jae Deok † (29 gennaio 1973 - 10 aprile 1981 dimesso)
- Michael Pak Jeong-il † (8 giugno 1982 - 15 dicembre 1988 nominato vescovo di Masan)
- Vincent Ri Pyung-ho (8 febbraio 1990 - 14 marzo 2017 ritirato)
- John Kim Son-Tae, dal 14 marzo 2017

## Statistiche
La diocesi nel 2023 su una popolazione di 1.769.607 persone contava 202.007 battezzati, corrispondenti all'11,4% del totale.
| anno | popolazione | popolazione | popolazione | presbiteri | presbiteri | presbiteri | presbiteri                | diaconi | religiosi | religiosi | parrocchie |
| anno | battezzati  | totale      | %           | numero     | secolari   | regolari   | battezzati per presbitero | diaconi | uomini    | donne     | parrocchie |
| ---- | ----------- | ----------- | ----------- | ---------- | ---------- | ---------- | ------------------------- | ------- | --------- | --------- | ---------- |
| 1970 | 52.141      | 2.626.222   | 2,0         | 52         | 50         | 2          | 1.002                     |         | 4         | 105       | 31         |
| 1980 | 63.634      | 2.748.000   | 2,3         | 78         | 78         |            | 815                       |         |           | 98        | 39         |
| 1990 | 107.874     | 2.157.384   | 5,0         | 107        | 105        | 2          | 1.008                     |         | 2         | 178       | 55         |
| 1999 | 146.377     | 2.014.561   | 7,3         | 149        | 147        | 2          | 982                       |         | 2         | 315       | 65         |
| 2000 | 151.204     | 2.015.534   | 7,5         | 153        | 151        | 2          | 988                       |         | 2         | 297       | 68         |
| 2001 | 154.132     | 2.006.500   | 7,7         | 156        | 154        | 2          | 988                       |         | 4         | 271       | 71         |
| 2002 | 157.558     | 2.013.923   | 7,8         | 161        | 159        | 2          | 978                       |         | 5         | 297       | 73         |
| 2004 | 163.933     | 1.962.867   | 8,4         | 175        | 174        | 1          | 936                       |         | 1         | 309       | 81         |
| 2006 | 171.151     | 1.885.335   | 9,1         | 178        | 174        | 4          | 961                       |         | 4         | 321       | 83         |
| 2013 | 188.449     | 1.873.341   | 10,1        | 205        | 202        | 3          | 919                       |         | 3         | 347       | 92         |
| 2016 | 195.094     | 1.869.711   | 10,4        | 188        | 181        | 7          | 1.037                     |         | 11        | 323       | 95         |
| 2019 | 200.349     | 1.836.832   | 10,9        | 192        | 191        | 1          | 1.043                     |         | 3         | 327       | 96         |
| 2021 | 201.734     | 1.804.104   | 11,2        | 195        | 193        | 2          | 1.034                     |         | 3         | 335       | 109        |
| 2023 | 202.007     | 1.769.607   | 11,4        | 203        | 200        | 3          | 995                       |         | 3         | 324       | 96         |